# パズドラZ
『パズドラZ』（パズドラゼット）は、ガンホー・オンライン・エンターテイメントより2013年12月12日に発売されたニンテンドー3DS用ゲームソフト。

## 概要
ガンホー・オンライン・エンターテイメントのニンテンドー3DS参入第1弾ソフトで、2012年にリリースされ大ヒットとなったスマートフォン用ゲーム『パズル&ドラゴンズ』（通称・パズドラ）の初のコンシューマ向けタイトルである。コンシューマ市場においても発売から約2週間後の12月29日までにパッケージ版の実売本数が100万本を越え、2013年に日本国内で発売されたゲームで6位の売り上げとなった。
オリジナルであるスマートフォン版の移植ではなく3DS用に一から開発されたものであり、課金システムは用意されていない。基本システムはスマートフォン版とほぼ同じであるが、ストーリーやキャラクターが新たに設定され、新規のモンスターが登場するほか、スマートフォン版からの登場モンスターのデザインも一新されている。また、多くのモンスターは、副属性を持たず主属性だけである。
ローカル通信で対戦やモンスターの交換が可能で、すれちがい通信にも対応しており、すれちがったプレイヤーのリーダーモンスターをゲーム内で助っ人として登場させることもでき、インターネットに接続することで、限定ダンジョンに入れるおふだや絵馬を入手できる。
主要ターゲットは小学生で、月刊コロコロコミックでの誌上コーナーや漫画連載、おはスタでの番組コーナーなどメディアミックス展開もされている。
日本国外では2015年5月に、本作と『パズル&ドラゴンズ スーパーマリオブラザーズ エディション』が同時収録された "Puzzle & Dragons Z + Super Mario Bros. Edition" として発売された。
2016年7月に後継作品として「パズドラクロス」が発売された。

## ストーリー
ドラゴンと人間が共存する大陸、ドラクメシア大陸にあるゼットシティに暮らす新米ドラゴンテイマーの主人公は、ドラゴンのシロップに出会い、世界を破壊して彼らの理想郷の再構築を企む悪の組織「パラドックス」からその野望を阻止するために大陸を冒険し、パラドックスの野望を打ち砕く。

## 登場キャラクター

### メインキャラクター
主人公
本作の主人公。性別の選択は可能である。ゼットシティ出身の新米ドラゴンテイマー。11歳。
漫画版では、男性主人公に「ゼット」、女性主人公に「イロハ」という名前が設定されている。
シロップ / 命天龍・ゼルクレア
主人公を導くドラゴンの子供。
空からゼットシティに落ちてしまい、主人公たちに出会った。一人称は「オイラ」。
明朗快活で気が強く、喜怒哀楽が豊かな性格。喜怒哀楽の表現は長い耳にも表れており、ポジティブな感情は上向きになり、ネガティブな感情は下向きに垂れる。"シロップ"という名前はサラから名付けられたものであり、名付けられた本人もその名前を気に入っている。ドラゴン以外の動物だと言われると「○○じゃないやいっ！」と言って怒る。
古代文字を読めたりするなど、不思議な力の持ち主。ジニアスの一員などの敵側の人物の発言によくツッコミを入れている。船とお菓子が大好き。
彼の正体は、始祖龍・エイドスによって生み出された命の天空龍「命天龍・ゼルクレア」である。命を司る天空龍であり、命のドロップを力の源とし、同じくエイドスに生み出された死天龍・アークヴェルザとは対になっている。冒険を通して本当に大切だと思うものを見極め、それを守るために力を行使するのが使命であり、その力を行使する前に正体を明かしてしまうと力が失われるため、それを危惧して主人公たちには記憶喪失のフリをして正体を隠していた。しかし、アークヴェルザの力を取り込んだエニグマが死のドロップの力を行使して主人公を動けなくしたことで、死の危機に陥った主人公を救うべく覚醒し正体を現し、命のドロップをぶつけて死のドロップを消して束縛を解除した。
パラドックス壊滅後、主人公たちの住むゼットシティに一緒に暮らすことになる。
- 高原は以前手がけた『絶対音感オトダマスター』に共通点を感じられる物としてツッコミ担当のキャラを取り入れた。その背景はダンジョンにチップを集めるために長い時間を掛けるのが多く、イベントの連続で物語を楽しませると目的を見失う事が多くなった事から、コントの積み重ねの様にお話を作るよう誕生した[4]。
- 開発チーム内では賛否両論になったのは見た目が開発段階で決まってない状態にもかかわらず愛着があった。とある日にシナリオが実装されると、シロップが喋るようになり、チーム内から話し方や性格等の違和感を指定する意見が山のように挙がり、愛を感じつつ調整し、完成するのに苦労したキャラである[4]。

ワタリ隊長
レンジャー隊の隊長。主人公以外のドラゴンマスター。
敵側以外のシロップのツッコミのターゲット。
序盤で全滅した場合、再開時の冒険では助っ人として登場する。
サラ
ドラゴンテイマーである女の子。
ジニアスの一員であるあやめとは5年前からの幼馴染で、彼女を「あやっぺ」と呼んでいる。あやめがパラドックスに加担したことにかなりショックを受けていた。
ニック
ドラゴンテイマーである体格のいい男の子。骨付き肉がプリントされたTシャツを着ている。
名前が無いシロップに名前をつける時、筋肉の名称（ここでは大胸筋）を名前にしようとするなど、ネーミングセンスが独特。
ワタリ隊長同様、敵側以外のシロップのツッコミのターゲット。

### サブキャラクター

#### パラドックス
世界を壊して新たに世界を作ろうと動いている組織で、主人公たちとは敵対している。
"破壊のカリスマ"ドグマ
パラドックスのリーダーで、見た目は竜のパーツがついた男性。究極邪龍・ヘルヘイムや死天龍・アークヴェルザを操っており、パラドックスを自分直属のセントラルドグマと幹部のジニアスに分けている。
彼の正体はドラゴン族の王の末裔で、このためエニグマに利用され、アークヴェルザを主人公に倒された後、究極進化の器としてエニグマに乗り移られてしまう。
エニグマを倒し、パラドックスが壊滅した後、世界の再構築の野望は相変わらずで、もう一度やってみせると豪語し、どこかに去っていく。
アヴァロンドレイクを倒した後にも現れ、あることに不思議がっていた。

#### ジニアス
パラドックスの幹部たち。それぞれが各エリアで主人公を待ち受ける。天空龍を祭る神殿での対決では、そのエリアの大ボスとなる天空龍を繰り出す。
"緑の憂鬱"ジレン
パラドックスの一員である、フードをかぶった男性。ナルシストだが、いつも悩んでいる。アホ毛がある。
ホウライエリアに登場し、樹天龍・ホウライを操っていた。木属性のモンスターを使う。
主人公と実際にバトルを行うのはコンロン鉱山と天空龍の領域である。
漫画版ではある理由から上司であるドグマに執着しており、ドグマのやり方を侮辱したゼットを一度は倒している。また、バトルになると冷酷な性格になる。その後ゼットに再戦を挑むが、クウカイの修行でパワーアップしたゼットに敗北した。
"青き攻防"ムームー＆ジュンジュン
パラドックスの一員である、中国風の衣装を着た双子の兄弟。2人とも語尾に「アル」を付けて喋っており、互いに意見が合わずにいつも喧嘩している。ホコホコタテタテ拳という必殺技があるらしいが、適当に名づけた実在しない嘘の拳法だった。見分け方は勾玉の形の髪型で、髪型の先端が上にあるのがムームーで、下にあるのがジュンジュンだが、面倒を任されている部下でさえ、間違うことがある。
ニライカナイエリアに登場し、蒼天龍・ニライカナイを操っていた。水属性のモンスターを繰り出す。
"赤き破天荒"リベラ
パラドックスの一員である、パンク衣装を好むギャル系の女性。巨大なツインシニヨンをしている。ドグマに惚れているゆえ、彼の敵である主人公を快く思っていない。彼女のファンクラブが存在する。
エルドラドエリアに登場し、緋天龍・エルドラドを操っていた。火属性のモンスターを繰り出す。
"紫の自堕落"ひよまろ
パラドックスの一員である、名家のワガママ御曹司。頭に扇子をつけ、紫色の装束を身に着けている。執事的役割の家来"あまえもん"を従えている。好物は獅子屋という和菓子屋の大福で、中身がこしあんじゃないと食べない。ニックの事を「にくだんご」と呼ぶなど、ニックをライバル視している。後にシロップもツッコミでそう言う。俳句が下手。基本的に部下に任せてばかり（配属された団員も外れくじだと思っている）だが、ニックに一喝されたことにより自ら戦うようになる。
エリュシオンエリアに登場し、夜天龍・エリュシオンを操っていた。闇属性のモンスターを操る。
"黄金の仁義"あやめ
パラドックスの一員である、竹刀を持つ金髪の女性。広島弁で喋り男気に満ちた女性で、自らが正しいと思ったことを実行に移している。リベラ同様、彼女のファンクラブが存在する。
彼女がパラドックスに入った理由は、幼馴染みのサラ(本人はサラを「サラちん」と呼んでいる)と一緒に飼っていた、アホ毛があるメスの黒猫「さあや」を探すためであった。主人公に敗北した後に、ニックがさあやを見つけた後、サラと自分自身の約束を守れたと安心した。
シャングリラエリアに登場し、聖天龍・シャングリラを操っていた。光属性のモンスターを扱う。

#### ドラクメシア大陸のボス
神殿にいる天空龍はそれぞれが世界のピースを操る力を持ち、このためパラドックスに狙われ、それぞれがジニアスに操られていた。これらはそれぞれが勾玉を持っており、バトルで勝つことで勾玉が手に入る。これら勾玉を5つ集めたものはドラゴンマスターになるとされる。
樹天龍・ホウライ
木の神殿の主たる樹の天空龍で、ホウライエリアのボス。ジレンに操られていた。樹天龍の勾玉を持つ。もともとは仙樹島ユグドラシルにいた。
蒼天龍・ニライカナイ
水の神殿の主たる水の天空龍で、ニライカナイエリアのボス。ムームー&ジュンジュンに操られていた。蒼天龍の勾玉を持つ。もともとは銀白島ニブルヘイムにいた。
緋天龍・エルドラド
火の神殿の主たる火の天空龍で、エルドラドエリアのボス。リベラに操られていた。緋天龍の勾玉を持つ。もともとは灼熱島ムスプルヘイムにいた。
夜天龍・エリュシオン
闇の神殿の主たる闇の天空龍で、エリュシオンエリアのボス。ひよまろに操られていた。夜天龍の勾玉を持つ。もともとは邪霊島ヘルヘイムにいた。
聖天龍・シャングリラ
光の神殿の主たる光の天空龍で、シャングリラエリアのボス。あやめに操られていた。聖天龍の勾玉を持つ。もともとは英霊島ヴァルハラにいた。
死天龍・アークヴェルザの存在と、アークヴェルザに対抗するには命天龍・ゼルクレアの力が必要であることを主人公に教える。
死天龍・アークヴェルザ
死の神殿の主たる、死を司る天空龍で、アヴァロンエリアのボス。命天龍・ゼルクレアとともに始祖龍・エイドスによって生み出された。ゼルクレアとは対になる存在で、死のドロップを力の源としている。
ドグマの手によって操られていた。ドグマ及びエニグマから解放後は正気に戻り、シロップたちに感謝の言葉を口にした後再び眠りにつく。
ストーリーとは別に、配信ダンジョンとして死の神殿が登場し、ここでもボスとして登場する。
究極生命体(ウルティメイト)・エニグマ
死天龍・アークヴェルザの力を取り込んだドグマの体にエニグマの魂が乗り移り、それに5天龍の力が合わさって異形の怪物と化したもので、本作のメインストーリーのラストボス。
6本の腕のうち5本が本体と別に動く首となっている。首が1本でも倒されている時、本体が「天空再臨」を発動すると復活する。
本体のコアは2ターン周期で開閉し、コアが閉じている時は本体にダメージは通らない。通常攻撃とは別に各首はそれぞれ追加効果を持つ攻撃を繰り出し、本体は連続攻撃や強力なブレス攻撃を行う。

#### ディストピアのボス
ディストピアの5つの浮遊島にはそれぞれ天空龍のクローンである、天空龍を黒くしたような「裏天空龍」がおり、各エリアのボスとして待ち受ける。これら裏天空龍たちは浮遊島にこもっており自ら攻めてくることはないものの、ドラクメシアの天空龍と同様に世界のピースの力を扱うことができるため、もし暴走すれば世界が崩壊する虞がある。このことから主人公たちはこれら裏天空龍を討伐することになる。元々エニグマの道具でしかなかったため元の天空龍とは違って言葉は話せず、エニグマが封印されてからは力が弱まったことで怒りや憎しみといった負の感情が暴走し、攻撃性が増している模様。
裏夜天龍・エリュシオン
ヘルヘイムエリアのボス。邪霊島ヘルヘイムにいる。
裏聖天龍・シャングリラ
ヴァルハラエリアのボス。英霊島ヴァルハラにいる。
裏緋天龍・エルドラド
ムスプルヘイムエリアのボス。灼熱島ムスプルヘイムにいる。
裏蒼天龍・ニライカナイ
ニブルヘイムエリアのボス。銀白島ニブルヘイムにいる。
裏樹天龍・ホウライ
ユグドラシルエリアのボス。仙樹島ユグドラシルにいる。
アヴァロンドレイク
エデンエリアのボスで、本作の真のラストボス。巨大な剣を携えたドラゴン。地上最強のドラゴンとされ、もともとは清らかな心を持つ天空龍の守護龍であったが、天地戦争の過程でアヴァロンに倒され、アヴァロンの守護龍となった。その後、機械の力と禁術によってドロップの力を過剰に与えられ力を倍増されたが、精神が崩壊した。ディストピア封印後はアヴァロンの肉体とともにエデンで眠っていたが、アヴァロンがククロの手によって復活したことにより、彼により召喚され、襲い掛かってくる。

### その他のキャラクター
お母さん
主人公の母親。優しい性格をしており、主人公が魔城アヴァロンに向かう時に本音を言うものの最終的には応援しているなど、主人公を支えている。
お父さん
主人公の父親で、ゼットシティにある命天神社の神主でもある。彼に毎日話しかけると曜日ダンジョンに行けるおふだが貰える。
ココロ
ゼットシティにある命天神社の巫女。京言葉で話す。
トモナガ博士
ドラゴン研究所所長の博士。サラに自分の言おうとしたことを先に言われても許すなど女子には弱い。
ロジカルファイブ
レンジャー隊に所属する戦隊ヒーローのような5人のドラゴンテイマー達。メンバーはそれぞれ、レッド・アカシ、ブルー・ヨツヤ、グリーン・ミヤビ、イエロー・ハナ、パープル・ルカの5名。
魔剣士系のモンスターの使い手で、助っ人として雇うこともできる。
セントラルドグマ
ドグマ直属の部下である親衛隊で、テイマーとしての実力はジニアスに匹敵するらしい。ロゴス・エトス・パトスの3人がおり、アヴァロンエリアの前半ダンジョンでそれぞれ戦うことになる。
エニグマ/地龍王・アヴァロン
ドラゴンの頭蓋骨の仮面をしたドグマの側近。丁寧な口調で話す。主人公とシロップの名前を初対面のはずなのに知っているなど、シロップからはエスパーだと思われた。
その正体は1万3000年前に強大な力を以てドラゴン軍団を率い、ディストピアを制圧したエデンエリアの神山ゲネシスの頂上の村出身の竜人族の三男で、本作の真の黒幕。エデンの村を抜け出し、山の各地に歯車の神殿を建設してドロップを地中から吸い上げ、反発した村を滅ぼし、その跡地に黄金郷エデンを建設し拠点とする。ユグドラシルエリアで仲間を集めた後、神山レーラズを拠点に数百年かけてユグドラシルエリアを制圧し、「地龍王・アヴァロン」を名乗るようになった。さらに数年後、ディストピア全土を制圧してからはそれぞれの浮遊島に隣接して塔を建造し、浮遊島に侵攻して天空龍を倒し、守護龍・アヴァロンドレイクを従えた。その後、南方のドラクメシア大陸の侵攻を計画したが、始祖龍・エイドスの力を借りた天空龍たちによってディストピアごと封印された。
その後、禁術によって封印された肉体から精神が抜けだし、エニグマを名乗って現代まで生き延びていた。究極進化も計画していたが、当時の自身が天空龍に勝る力を持たなかったため失敗。これを現代でやり直すため、ドグマに仕える形でドグマと主人公を利用していた。魔城アヴァロンにてドグマが敗れた後、ドグマの身体に乗り移りそれを器として死天龍・アークヴェルザと融合、さらに他の天空龍の力をも取り込んで「究極生命体・エニグマ」として自ら襲い掛かってくる。
一方、ディストピアのエデンに封印されていた肉体は、かつての部下であったククロが乗り移ったことでエニグマとは別の存在として復活、地龍王・アヴァロンを名乗るようになり、エデンの最奥部にてアヴァロンドレイクを召喚し襲い掛かってくる。
始祖龍・エイドス
世界で最初に生まれたドラゴン。命天龍・ゼルクレアと死天龍・アークヴェルザを生み出し、生死のバランスを制御させて世界の生物を繁栄させていった。地龍王・アヴァロンの横暴を見かねた天空龍から要請されて、ディストピアを封印した。
ククロ
禁術を操る死の司祭。かつては天空龍に仕えていた神官だったが、死生の禁術の虜となり浮遊島を追放される。その後、地龍王・アヴァロンの部下となり、アヴァロンに禁術や裏天空龍の創り方を教えたとされている。ディストピア封印後も禁術で精神のみとなって生き延び、ディストピア復活後にアヴァロンの肉体を禁術で操り復活させた。ひよまろ同様ニックの事を「にくだんご」と呼んでいる。なお、「ククロの祭壇」では本人が直接襲い掛かってくる。

## 用語
レンジャー隊
主人公たちが所属する組織。ワタリ隊長がリーダーを務める。
レンジャー本部
レンジャー隊の本拠地。テイマー試験に用いられるダンジョン探索シミュレーション装置「VRマシン」が置かれている。ゲームクリア後は究極生命体エニグマと再戦できる「思い出プログラム」が内蔵されたVRマシンも使えるようになる。
ドラゴン研究所
レンジャー本部に隣接する研究所で、D-ギアはこの研究所で作られている。エッグ解析装置「ZEUS（ゼウス）」やモンスター進化装置「HERA（ヘラ）」、モンスター強化装置「ATHENA（アテナ）」が置かれており、「ZEUS」は序盤から、「HERA」と「ATHENA」はストーリーが進むにつれ使用可能となる。
ドラゴンテイマー
ドラゴンやドロップを操ることができる、レンジャー本部直属の人間のことで、左手にはガントレット型の専用端末「D-ギア」が、両手にはドロップを操るグローブが装備されている。
D-ギア
ドラゴンテイマー専用端末。モンスターの生体情報をこの装置にデジタル化させることでモンスターのデータを保存したり呼び出したりすることができる。分離できる他、ドラゴン研究所の装置を動かすデバイスとしても用いられ、実際主人公が初めて「ZEUS」を動かす際にD-ギアを差し込むカットが挿入されている。ゼットシティ探索中の下画面はD-ギアのモニター画面という設定になっている
宝箱
ダンジョンのいたるところに存在する。ミッション形式で宝箱が開き、コンボ数や消したドロップの数など宝箱が開く条件が異なる。
竜石
エルドラドエリア以降のダンジョンに存在し、各ダンジョンに2個存在する。竜石を一定の数揃えてゼットシティにいるザックに話しかけるとエッグやおふだなどが貰える。最大120個まで入手可能。
D-エナジー
敵を倒す際や宝箱を開けることで貰えるエネルギーで、「ATHENA」の使用時、及びZ-BOXを使う際のエネルギーとして消費される。単位は「エナ」。
エッグ
モンスターの遺伝子が記録された卵で、「ZEUS」を使うことで解析してモンスターが誕生する。また、「ATHENA」でモンスターを強化させる際の素材としても使用される。
チップ
「HERA」でモンスターを進化する際に用いる素材で、ジグソーパズルのピースに似た形をしている。パートナーモンスターはその証拠として尻尾や胸部などあらゆる部位にチップを付けている。
テイマーカード
ドラゴンテイマーの身分を証明するカード（名刺）で、チームモンスターやドラゴンテイマーの段位、ドラゴンコロシアムでのハイスコア、現時点の最大コンボ数などが記録される。D-ギアに挿入されている。すれちがい通信やパズフレのプレイヤーのテイマーカードも閲覧できる。
パズフレ
友達のプレイヤーで、交換や対戦をすることで登録される。
助っ人
ダンジョン攻略時に主人公をサポートするキャラクターで、冒険者（ぼうけんしゃ）やパズフレ、すれちがい通信のプレイヤーのリーダーモンスターを仲間に加えることができる。メインストーリー終了後にはパラドックスのジニアスも助っ人として登場する。
Z-BOX
D-エナジーを消費することでおふだやモンスターのエッグ及びチップが出現する装置。ディストピア編のダンジョンをある程度進んでいくと、出現するアイテムのバリエーションが増え、同時に消費するD-エナジーも上がる。

## システム
スキル
モンスターが持つ技で、パズルバトル中にスキルアイコンから使用でき、スキルポイントを消費することで発動される。攻撃用やサポート用、ドロップ変化などモンスターにより異なる。
リーダースキル
リーダーモンスターのスキル。こちらの場合は自動的に発動されるため、スキルポイントは消費されない。助っ人のリーダーモンスターでもスキルが発動される。
Zドロップ
稀に上から落ちてくる、もしくは一定数のコンボ(7コンボと10コンボ)、全消し達成時、下画面に出現する光るドロップ。それを消すとモンスターに大ダメージを与えられるほか、スキルゲージが1本分たまる仕組みになっている。
ドロップコード
月刊コロコロコミックなどの付録やキャンペーンの景品として配布されるダンジョンの絵馬やおふだ等を入手できるコードで、レンジャー本部入口の右側にいるミカという女性に話しかけ、3DS本体のカメラを起動してコードを読み込む。ドロップを模したコードになっており、「ドラゴンクエスト モンスターバトルロード」等の一部のアーケードカードゲームで採用されたカラーコードに近い。
おふだ・絵馬
限定ダンジョンに入る際に必要なアイテム。おふだはダンジョンに入ると消滅するが、絵馬は何度でも使える。
プレゼントコード
コラボ系のダンジョンの絵馬を入手する際に入力するシリアルコード。
すけっとコード
キャンペーンで配布される、パズフレになる際のコード。入力にはテイマーカードのコメント編集画面で入力する必要がある。
トレード
ローカル通信でモンスターを交換すること。一部では交換時に進化するモンスターもいる。

## 舞台
本作の舞台であるドラクメシア大陸にはたくさんのダンジョンがあり、モンスターたちが暮らしている。パラドックスを倒して一度エンディングを迎えると、ディストピアへ行けるようになり、ここにも6つのエリアに多数のダンジョンがある。これらとは別に、神社にお札や絵馬を奉納して行ける異世界ダンジョンがある。

### ドラクメシア

#### ゼットシティ
ドラクメシア大陸の南西に位置する都市で、主人公たちレンジャー隊員の拠点。
地下古代神殿
レンジャー本部の地下基地の拡張工事中に発見された神殿。主人公はここで初めてバトルを行う。

#### ホウライエリア
ゼットシティのすぐ東側に位置する、樹天龍・ホウライが治めるエリア。このエリアのダンジョンはどれも闇ドロップが出現しない。最初のエリアなので難易度は低め。
ワカクサ平原
ゼットシティに隣接する平原。野生のりん族がたくさん生息している。出現モンスターは木属性のみ。
ヒスイ川
コンロン山脈から流れ出している川。主に水属性のモンスターが出現する。
コダマの森
コンロン山脈の東にある森で、主に火属性のモンスターが出現する。
コンロン鉱山
かつて金鉱石などが採掘され、少し前に閉山した鉱山。火・木・光属性のモンスターが混合して登場。このダンジョンから光ドロップが初登場する。
木の神殿
樹天龍・ホウライを祭る神殿。木属性のモンスターが出現。

#### ニライカナイエリア
ホウライエリアの東側にある、蒼天龍・ニライカナイが統治するエリア。ニライ地方とカナイ半島に分かれている。このエリアから闇ドロップが出現する。
ニライ平原
ニライ地方西部に広がっている平原地帯で、晴天時には北に光の神殿が見えるという。光・闇属性のモンスターが出現。
ミズチの洞窟
はるか昔ミズチという大蛇がいたとされる鍾乳洞。
ミツハメの森
ニライ湖に隣接する森林地帯で、南北を海に挟まれている。トイケラトプス、シャードランなどのファンシードラゴンが出現する。
水鏡山
エルドラドエリアとの境界に位置する休火山。真龍タイプのモンスターが多く生息。
ヒョウテン回廊
カナイ半島にある地下水路。500年前に海賊がアジトとして使ったといわれている。水・木・闇の3色限定ダンジョンで、出現モンスターは水・闇属性。
水の神殿
蒼天龍・ニライカナイを祭る神殿。水属性のモンスターが多く出現する。

#### エルドラドエリア
ドラクメシア大陸南東部にある、緋天龍・エルドラドが統治するエリア。大陸最大の火山地帯。
火影の森
エルドラドエリアでは数少ない森林地帯。防御力の高いモンスターが初登場する。
ヒバシラの塔
古代ドラゴン文明時代に地龍王アヴァロンが侵入者を見張る目的で作った塔。魔剣士系のモンスターが生息。
コンガリ砂漠
ドラクメシア大陸最大の砂漠で、1年に1回大雨が降る。火・光・闇の3色限定ダンジョンで、主にメラゴン系とアノウが出現する。
マノア遺跡
3000年前に栄え、アラクレ火山の噴火によって滅びた古代オアシス都市の遺跡。火・水・光の3色限定ダンジョンで、キメラやノラオニが出現。
アラクレ火山
エルドラド最大の活火山。木ドロップが出現しない。このダンジョン以降りん族の進化形が登場する。
火の神殿
緋天龍・エルドラドが祭られている神殿。メラゴン系と炎の魔剣士系が主に登場する。

#### エリュシオンエリア
大陸北東部の、夜天龍・エリュシオンが統治するエリア。
ムバタマ沼
エリュシオンの陸地の3割を占める沼地で、北部は毒沼となっている。回復ドロップが出現しない。クロノタートルが初登場。
巨石の遺跡
地龍王アヴァロンがエリュシオンを侵略した時に配下のドラゴン兵が一時的に暮していた町の遺跡。キラゴン系やカタラ系が住み着いている。
ラダマの廃墟
悪名高いドラゴンティマーの一族、ラダマ族が暮らし、800年前に戦争で滅びた都市の遺構。火・木・闇の3色限定ダンジョンで、バッキーやラドン、ナーガが生息。
鎮魂の洞窟
エリュシオンでは珍しく真水が流れており、この真水に鎮魂作用があるとされて儀式に使われていた。モンスターはヌメリの他は水属性が多い。
腐った森
ムバタマ沼の毒を吸って成長した菌類がはびこっている森林地帯。光ドロップが出現しない。
闇の神殿
夜天龍・エリュシオンを祭る神殿。ワルゴン系統と闇の魔剣士系統が多い。

#### シャングリラエリア
聖天龍・シャングリラが統治するエリア。
カラカル氷原
ドラクメシア大陸でもっとも標高の高い高地。一面氷におおわれている。回復ドロップが出現しない。
ヒカリゴケの洞窟
カラカル山脈にある、ヒカリゴケに覆われた洞窟。闇ドロップが出現しない。水・闇属性のモンスターが多く生息する。
伯爵の館
2年前に病弱で美しい若者の男の伯爵が一人で住んでいたとされる館。伯爵は妖精の森で妖精と恋に落ち、結婚した。不便だからという理由で館を捨てた。そのことにシロップがツッコミを入れ、更にはサラが「2LDKのアパートで幸せに暮らした」と言って、シロップはまたツッコミを入れた。
妖精の森
数万年前からシャングリラエリアに住みついている妖精たちが暮らしている森林地帯。火・水・木の3色限定ダンジョンで、ドリヤードやメラゴン系、モリゴン系が生息する。
水晶洞窟
ドロップの力が宿っているともいわれる色鮮やかな水晶に覆われている。
光の神殿
聖天龍・シャングリラが祭られている神殿。キラゴン系統、光の魔剣士系統がすみつく。

#### アヴァロンエリア
大陸北西部、ゼットシティからみて北にあるパラドックスの本拠地エリアで、ドラクメシア大陸最後のエリア。周りを険しい岩山で囲まれているため海からは侵入不可であり、陸から回り込んでシャングリラエリアから侵入するしかない。
死出の森
アヴァロンエリアの南東に広がる大森林。あの世につながっているとされる。
永眠の墓地
弔うものがない死者を鎮める墓地。死の神殿の神官によって作られたとされる。回復ドロップがない。
冥土の沼
アヴァロンエリアの半分の面積を占める沼地。毒の霧に包まれている。光ドロップが出現しない。水・闇属性の強力なモンスターが出現する。
竜の墓場
地龍王アヴァロンとともに戦い戦死したドラゴン兵が眠る墓地。火・光・闇の3色限定ダンジョンで、ドーラ系が生息する。ドグマとの再戦である究極邪龍・ヘルヘイムとの対決が待ち受ける。
エピメニデス迷宮
魔城アヴァロンへの侵入を阻む目的でパラドックスにより建造された迷宮。火・水・木の真龍タイプやりん族の最終進化形も登場。
魔城アヴァロン
もともとは死天龍・アークヴェルザをまつる「死の神殿」であったものを、パラドックスが本拠地として造り変えた。ドラクメシア大陸のラストダンジョン。エリアボスとして登場する死天龍・アークヴェルザを倒した後、HPとスキルゲージが全回復したうえでラストボスへ連戦となる。
エニグマが倒された後は出現モンスターの一部が変わる。

### ディストピア
パラドックス壊滅後に訪れることができる大陸。フロプト内海と呼ばれる巨大な内海が東西を貫いている。6つのエリアのうち5つにはそれぞれ浮遊島があり、裏天空龍が身を潜めている。ユグドラシルエリアまではこれら裏天空龍の討伐を目的として探索していく。裏天空龍は倒すと一定確率で天空龍のエッグを落とす。なお、ディストピアのエリア名はエデンエリアを除いて、アプリ版に登場した伝説龍の名前を冠している。

#### ヘルヘイムエリア
地龍王の闇門
巨大な菌類がはびこっているエリア。かつて地龍王アヴァロンが南の地に侵攻する際、拠点として使っていた。水・光・闇の3色限定ダンジョン。
オンネンダケの沼
アヴァロンに倒されたドラゴンの怨念を吸って成長したキノコが生息する沼地。回復ドロップなし。
人食いの森
ヘルヘイム中部の森林地帯。かつては美しい森だったが、ドロップの枯渇により不気味な森となった。
ガルムの迷宮
アヴァロンが作った迷宮で、アヴァロン統治時代に地獄の番犬・ガルムが放たれていた。
夜天楼
アヴァロンが建造した5番目の塔。邪霊島ヘルヘイムに届く高さがある。火・木・光の3色限定ダンジョン。
邪霊島ヘルヘイム
大昔に夜天龍・エリュシオンと配下の神官が暮らしていた天空の浮遊島。ボスは裏夜天龍・エリュシオン。

#### ヴァルハラエリア
地龍王の輝門
アヴァロンがヘルヘイムへの抜け道として作った洞窟。木・光・闇の3色限定ダンジョン。
グリムカン遺跡
かつて天空龍に仕える神官の一族が暮らし、アヴァロンに滅ぼされた町の遺構。回復ドロップなし。
妖精の里
妖精が住む島の森。邪念を持つものは入ろうとしても不思議な力で入り口に戻されてしまうという。英霊島ヴァルハラに向かう北東のルートはフギン山脈が遮っている為、この島の森を通り迂回する事となる。火・水・木の3色限定ダンジョン。
光陰の洞窟
洞窟のいたるところにドロップの力が宿った結晶が点在する。出現モンスターは光・闇属性。
聖天楼
アヴァロンが建造した4番目の塔。英霊島ヴァルハラに届く高さがある。火・木・闇の3色限定ダンジョン。
英霊島ヴァルハラ
大昔に聖天龍・シャングリラと配下の神官が暮らしていた天空の浮遊島。ボスは裏聖天龍・シャングリラ。

#### ムスプルヘイムエリア
地龍王の灼門
ヴァルハラエリアとの境界にある砂漠。火・水・光の3色限定ダンジョン。
セトの墓場
地龍王・アヴァロンの参謀・セトが眠る墓地。外敵に荒らされぬよう迷宮になっている。
ゴウエン火山
巨大な活火山。2億年前、天変地異による大噴火によって山の半分が消し飛んだとされている。その際に多くのドラゴンが滅びたが、炎龍・ムスプルヘイムは火山エネルギーを体内に取り込んだことにより生き延びた。水ドロップが出現しない。
万竜の巣窟
古代ドラゴン時代に多数のドラゴンが生息していたとされる。主人公・シロップ・ニック・サラはピクニック気分でこの山の調査に向かい、かくれんぼ中にバーサーカーをニックと間違えて追い掛けたり、ニックが弁当を食べている最中にドラゴンに噛みつかれるなどのアクシデントが起こったらしく、この話を聞いたワタリ隊長は呆れていた。生息モンスターはすべて真龍タイプ。
緋天楼
アヴァロンが建造した3番目の塔。灼熱島ムスプルヘイムまで届く。水・木・闇の3色限定ダンジョン。
灼熱島ムスプルヘイム
大昔に緋天龍・エルドラドと配下の神官が暮らしていた天空の浮遊島。ボスは裏緋天龍・エルドラド。

#### ニブルヘイムエリア
地龍王の流門
古代ドラゴン時代にディストピア北部の海に住んでいた海龍の町。のちにアヴァロンによって制圧された。火・水・木の3色限定ダンジョン。
ニドヘグ氷河
その昔、雪のドラゴン族の少数民族「モズグズ族」が住んでいたとされる極寒地帯。火ドロップが出現しない。
モズグズ水路
雪のドラゴン族「モズグズ族」が避難経路として使っていた地下水路。
永劫の河
数億年間流れが止まったことがないことからその名がついた川。水属性のモンスターが多い。
蒼天楼
アヴァロンが銀白島ニブルヘイムを攻略するに当たり建造した2番目の塔。火・木・光の3色限定ダンジョン。
銀白島ニブルヘイム
大昔に蒼天龍・ニライカナイと配下の神官が暮らしていた天空の浮遊島。ボスは裏蒼天龍・ニライカナイ。

#### ユグドラシルエリア
地龍王の樹門
森林地帯となっており、アヴァロンが神山レーラズを拠点にしていた頃、防衛要所としていた。火・木・闇の3色限定ダンジョン。
希望の洞窟
山岳地帯の洞窟。エデンを抜け出したエニグマはここを通ったことで広大なディストピアの大地を目にし、ディストピア支配の旗揚げをしたという。神山レーラズを迂回する為には、この洞窟を通らなければならない。闇ドロップが出現しない。
霊峰ウルズ
太古に存在したノルン山脈から2億年前の天変地異により2つに分裂した山のひとつ。
霊峰ミーミル
同じくノルン山脈から分裂した山。ウルズとの間は湖を隔てており、吊り橋でつながっている。エデンを抜け出したエニグマは船に乗りユグドラシルエリアに辿り着き、この山で仙樹島ユグドラシルを見た事で深い憧れを抱いたと言われる。体力の多いモンスターが出現。
樹天楼
アヴァロンが仙樹島ユグドラシルを侵略する目的で建造した最初の塔。火・水・闇の3色限定ダンジョン。ここの壁画でアヴァロンドレイクの存在が明らかになる。
仙樹島ユグドラシル
大昔に樹天龍・ホウライと配下の神官が暮らしていた天空の浮遊島。ボスは裏樹天龍・ホウライ。

#### エデンエリア
本作の真の最終エリア。地龍王・アヴァロンが地中からドロップを吸い上げるために建造した歯車の神殿が5つと、ディストピアの首都・黄金郷エデンがある。ユグドラシルエリアからは船で行く事となる。神殿のダンジョンでは対応する色のドロップが出現しない。
封水の石陣
地中から水ドロップを吸い上げるための神殿。リヴァイアサンがボスとして登場。
封樹の石陣
地中から木ドロップを吸い上げるための神殿。ファフニールがボスとして登場。
封闇の石陣
地中から闇ドロップを吸い上げるための神殿。ティアマットがボスとして登場。
封光の石陣
地中から光ドロップを吸い上げるための神殿。神龍がボスとして登場。
封炎の石陣
地中から火ドロップを吸い上げるための神殿。イフリートがボスとして登場。
黄金郷エデン
ディストピアの首都で、ドラクメシア大陸の中央の山岳地帯、神山ゲネシスの頂上に位置する。エニグマが自ら滅ぼした故郷の村の跡地に建設した、権威の象徴ともいえる黄金都市で、エデンという名もその村の名から取られている。本作のラストダンジョン。出現するモンスターは全て真龍タイプの最終進化形。最奥部でラストボス「アヴァロンドレイク」が待ち受ける。

### 異世界ダンジョン
ゼットシティの神社におふだや絵馬を奉納することで行けるスペシャルダンジョン。曜日ダンジョンやメタドラなどが大量に出現するダンジョン、降臨系ダンジョンなどがある。複数の難易度が設定されているものが多い。

#### 曜日ダンジョン
「曜日のおふだ」で入れるダンジョン。使用した曜日によって入るダンジョンが異なる（祝日は問わない）。月～金曜日は各属性のチップ稼ぎダンジョン、土日はD-エナジー稼ぎダンジョン「エナジースポットの森」に入れる。
月曜ダンジョン
月曜日に入れる。闇属性のモンスターが出現し、闇属性のチップを入手できる。上級・超級にはティアマットがボスとして登場。
火曜ダンジョン
火曜日に入れる。火属性のモンスターが出現し、火属性のチップを入手できる。上級・超級にはイフリートがボスとして登場。
水曜ダンジョン
水曜日に入れる。水属性のモンスターが出現し、水属性のチップを入手できる。上級・超級にはリヴァイアサンがボスとして登場。
木曜ダンジョン
木曜日に入れる。木属性のモンスターが出現し、木属性のチップを入手できる。上級・超級にはファフニールがボスとして登場。
金曜ダンジョン
金曜日に入れる。光属性のモンスターが出現し、光属性のチップを入手できる。上級・超級には神龍がボスとして登場。
エナジースポットの森
土日に入れる。ミスリットやダブミスリットが大量に出現するため、D-エナジーを大量に獲得できる。難易度が上がるほどD-エナジーの入手量が多い。

#### メタドラ系ダンジョン
メタドラ系が多数出現する経験値稼ぎダンジョン。必要なおふだはダンジョンの宝箱やD-BOXなどから入手できる。「Z」や「ZZ」の付いたおふだはキングが出現しやすくなる。
ルビドラの火山
「ルビドラのおふだ」で入れる。ルビードラゴンが大量に出現する。
サファドラの水路
「サファドラのおふだ」で入れる。サファイアドラゴンが大量に出現する。
エメドラの森
「エメドラのおふだ」で入れる。エメラルドドラゴンが大量に出現。
ゴルドラの迷宮
「ゴルドラのおふだ」で入れる。ゴールドドラゴンが大量に出現する。
メタドラの鉱山
「メタドラのおふだ」で入れる。メタルドラゴンが大量に出現する。
カラドラの洞窟
「カラドラのおふだ」で入れる。ルビードラゴン、サファイアドラゴン、エメラルドドラゴン(それぞれキング含む)が混合で出現する。
メタゴルの聖地
「メタゴルドラのおふだ」で入れる。ゴールドドラゴンとメタルドラゴン(それぞれキング含む)が混合で大量に出現。
キングオールスター
「フィーバーのおふだ」で入れる。キングルビードラゴン、キングサファイアドラゴン、キングエメラルドドラゴン、キングゴールドドラゴン、キングメタルドラゴンが出現する。

#### カラードラゴンダンジョン
これらのダンジョンにはボスとしてカラードラゴンが登場し、倒せば一定確率でエッグをドロップし入手できる。難易度は上級・超級。
隕石の火山
「隕石のおふだ」で入れる。一週間に一度火山が噴火し、一ヶ月に一度、隕石が落ちて来るとされる。メテオボルケーノドラゴンがボスとして登場し、倒すとメテオエッグが入手できる。
極光の氷河
「極光のおふだ」で入れる。最低気温は−239℃とされる。クリスタルオーロラドラゴンがボスとして登場し、倒すとクリスタルエッグが入手できる。
重力の大地
「重力のおふだ」で入れる。地上の重力が通常の10倍となっている。グラビトンアースドラゴンがボスとして登場し、倒すとグラビトンエッグが入手できる。
稲妻の聖地
「稲妻のおふだ」で入れる。島自体が放電している。ライトニングホーリードラゴンがボスとして登場し、倒すとライトニングエッグを入手できる。
混沌の魔窟
「混沌のおふだ」で入れる。奥へ進めば進む程、混沌に飲み込まれる。カオスデビルドラゴンがボスとして登場し、倒すとカオスエッグが入手できる

#### その他のダンジョン
難易度はいずれも上級・超級の2種類。ボスを倒せば一定確率でエッグを入手できる。
ギロチン水路
「カニばさみのおふだ」で入れる。ここに誘い込まれた時点でデスシザースの罠に掛かっている。ボスとしてデスシザースが待ち受ける。出現するモンスターは全て水属性。
うつむきの洞窟
「重頭牛のおふだ」で入れる。幻想的な光に誘われ奥に進んだ者は殆ど戻って来ないとされる。ボスとしてカトブレパスが登場する。
冥界の門
「冥界神のおふだ」で入れる。現世と冥界の境目に有る地であり、あちこちに亡霊が彷徨っている。ボスとしてアヌバイシスが現れる。
炎龍火山
竜石を全て集めると入手できる「炎龍の絵馬」で入れる。伝説龍の1体「炎龍・ムスプルヘイム」と対決する。

#### 月替わりスペシャルダンジョン
対応する絵馬の配信期間が決まっているダンジョン。強力なモンスターがボスとして登場し、倒すことで一定確率でエッグを入手できる。難易度はいずれも地獄級・超地獄級の2種類。
アニマの聖域
幻影の絵馬で入れる。あらゆる生物の魂が集まったといわれる「幻影龍・アニマ」と対決する。
邪龍の樹海
究極邪龍の絵馬で入れる。溢れる瘴気により、木々が魔物化している。伝説龍の1体「究極邪龍・ヘルヘイム」と対決する。
次元の迷宮
門番の絵馬で入れる。Z界の門かつ、門番を兼ねている「次元の門番・ヘルゲイト」と対決する。
闇の裏神殿
裏夜天龍の絵馬で入れる。回復ドロップなし。エニグマが創造した裏の世界に有る神殿。ここのボス「裏夜天龍・エリュシオン」と対決し、倒せば一定確率でエッグを落とす。
ミミクリー・ハウス
変身の絵馬で入れる。他のモンスターに変身する能力を持つ「へかお」が潜んでいる屋敷。
光の裏神殿
裏聖天龍の絵馬で入れる。回復なし。エニグマが創造した裏の世界に有る神殿。ここのボス「裏聖天龍・シャングリラ」と対決し、倒せば一定確率でエッグを落とす。
炎聖騎龍の島
天地戦争の英雄であった「炎聖騎龍・フォーミュラー」が潜む浮遊島。フォーミュラーはここで対決し倒せば入手可能。
火の裏神殿
裏緋天龍の絵馬で入れる。回復なしダンジョン。エニグマが創造した裏の世界に有る神殿。ここのボス「裏緋天龍・エルドラド」と対決し、倒せば一定確率でエッグを落とす。
ククロの祭壇
ククロの絵馬で入れる。死の司祭・ククロが儀式を行う場所として建設した塔。内部では自然法則は無視されククロに支配されるらしい。ククロ本人と直接対決となる。
水の裏神殿
裏蒼天龍の絵馬で入れる。回復なしダンジョン。エニグマが創造した裏の世界に有る神殿。ここのボス「裏蒼天龍・ニライカナイ」と対決し、倒せば一定確率でエッグを落とす。
ヴリトラの遺跡
異世界にある遺跡。ヴリトラが自ら滅ぼした街に魔物を放ち君臨している。ヴリトラが潜んでおり、最奥部で対決。光ドロップがない4色ダンジョン。
インドラの遺跡
異世界にある遺跡。住民の殆どはヴリトラに滅ぼされた。インドラが潜んでいおり、最奥部で対決。闇ドロップがない4色ダンジョン。
モズグズ雪原
10000年以上前に滅ぼされた、地龍王・アヴァロンですら恐れた、ニブルヘイムエリアに棲んでいた雪のドラゴン族「モズグズ族」の生き残りである、「雪原の暴君・コキュートス」が棲む雪原。
ムイムイの森
珍獣ムイムイが棲むと言われている森、今までムイムイを見つけた者は一人しかいないらしい。最深部でムイムイと対決。
木の裏神殿
裏樹天龍の絵馬で入れる。回復なしダンジョン。エニグマが創造した裏の世界に有る神殿。ここのボス「裏樹天龍・ホウライ」と対決し、倒せば一定確率でエッグを落とす。
黄金卿の守護龍
守護龍の絵馬で入れる。並行世界の黄金卿エデン。「守護龍・アヴァロンドレイク」が護っており、最奥部で対決。

#### 降臨ダンジョン
月替わりダンジョン同様に絵馬の配信期間が決まっている。やはり強力なモンスターがボスとして登場、倒せば一定確率でエッグを入手できる。
ゼウス降臨(主神の絵馬)
道中ではインドラ、ヴリトラ、そして最奥部には全知全能の神「覚醒ゼウス」が登場する。
ヘラ降臨(女神の絵馬)
道中ではプロメテウス、ヴァルキリー、そしてボスは闇を支配する最高位の女神「覚醒ヘラ」が登場する。
聖地　天照(天照の絵馬)
道中では女の子モンスター、そしてボスは「アマテラスオオカミ」が登場する。

## 開発

### 企画
本作の企画は2012年の春頃に始まった。当時『パズドラ』のサービスは始まったばかりであり、ダウンロード件数も100万に満たなかったため、よりターゲットを広げるために家庭用ゲーム機で遊びやすい作品をということで、本作の企画が立てられた。
本作の開発にあたり、『パズドラ』とは異なるターゲット層が設定され、さらにハードに合ったサービスを提供するという指針が立てられ、最初にアイテム課金が廃止された。

### システム構築
『パズドラ』シリーズの要となるシステムについては検討が重ねられ、基本ルールを変更することなく、それ以外のところを変えるという方針がとられた。
開発当初は、Zドロップを消すことでエッグやチップを入手しやすくするというアイデアもあったが、プレイヤーが強くなりすぎてしまうことからその案は採用されなかった。
また、コンボを苦手とするプレイヤーでも遊べるようにするため、同色ドロップをまとめて消すと攻撃力が上がるリーダースキルが採用された。
ゲームバランスの調整には注意が払われ、開発の終盤では『パズドラ』の調整チームや運営ディレクターも応援に来た。
また、無料の追加ダンジョンである「降臨ダンジョン」などはストーリークリア済みでも手応えがある難易度に調整され、長期間やり込めるようにした。

### グラフィック
本作ではキャラクターのアニメーションが取り入れられた。
当初は3Dモデルによる演出も検討していたが、しっくりいかず、キャラクターの魅力を引き出すために2Dアニメーションが取り入れられた。
アニメーションを作る際にパーツ分けする必要があったことから、『パズドラ』のグラフィックを流用することが出来ず、ほぼすべのグラフィックが新規に描き起こされることとなった。小さなキャラクターのアニメーション作成には苦労しなかったものの、ドラゴンなど大型のキャラクターをアニメーションで動かすには100以上のパーツを要したため苦労したと、プロデューサーの山本大介はGame Watchとのインタビューの中で話している。
また、当時の家庭用ゲーム機向けソフトではドット絵や2Dアニメーションがあまり用いられておらず、社内にドット絵の経験者がいても3Dモデルばかりを手がけていたためドット絵の技法を忘れてしまうなど、人員集めにも苦労したと山本は前述のインタビューの中で話している。
また、オープニングやアニメーション等でドロップが宙に浮く演出は、漫画やアニメの世界観を意識して取り入れられた。
本作はパズルベースのRPGであることから、ゲームの世界観にもパズルらしさを取り入れるため、マップのデザインはジグソーパズルをモチーフにしたものが取り入れられた。
また、味方キャラクターにはジグソーパズルのピースがつく演出も取り入れられ、アニメーションも敵として登場したときとは別個のものが用いられた。

### 世界観の構築
本作のストーリーはディレクターを中心に構築され、いかに『パズドラ』の世界観を壊さず本作独自の世界観を構築するかに腐心し、最終的に現在の形に落ち着いた。
『パズドラ』で出てくる「ゼウス降臨」といったイベントを自然な形で出すため、神社から他のダンジョンへ向かうというシステムが出来た。
登場キャラクターのうち、『パズドラ』を初出とするキャラクターは全体の3割にとどまり、残りは新規に作成された。山本はGame Watchとのインタビューの中で、分岐による進化をやりたかったから新しいキャラクターを多く取り入れたと話している。
既出のキャラクターは2012年の時点で人気のあったキャラクターを中心に選定された。

### プロモーション
2013年9月21日から9月22日まで開催された東京ゲームショウ2013のガンホーブース内にて、来場者に「限定チャレンジ版」と称した体験版ソフトの無料配布が行われた。その後、11月27日にニンテンドーeショップでゲームの序盤部分（「HERA」が使用可能になるまで）をプレイできる体験版の配信が開始された。体験版（配信版）のセーブデータはそのまま製品版に引き継がれる。
早期購入特典は特製タッチペン（ノック式となっており、スイッチ部分を押すとペン先が飛び出すようになっている）。
本作のテレビCMにはKAT-TUNが登場した。
おはスタ（テレビ東京系）にて10月3日から2014年1月30日まで毎週木曜日にパズドラZのコーナーが放送されていた。コーナーの出演者は開発者のゴールド高原で、必殺技やコンボ、ソフトの最新情報を放送する内容となっている。また、12月6日から11日までミニドラマ「プロジェクトZ イワ〜イ ドラゴンテイマーへの道」が放送され、木曜レギュラーのイワ〜イ（ハライチ・岩井勇気）が12月12日の決戦までフォレストバーンを倒すために進むというもの。
2013年11月30日から12月15日までの週末限定で全国のショッピングセンターや玩具店にて店頭体験会を実施。
オープニングアニメーションは、スタジオ雲雀による制作で、監督は別役裕之。
3D表示に対応しており、2D-3D変換はキュー・テックが行った。

## 主題歌
「さかさま世界」
作詞 - 岩里祐穂 / 作曲 - 伊藤賢治 / 編曲 - シライシ紗トリ / 歌 - 中川翔子

## アーケード版
『パズドラZ テイマーバトル』のタイトルで2014年6月26日に稼働。発売はマーベラスAQL。パズルゲームとアーケードカードゲームを融合させたシステムが特徴で、プレイヤーの名前が書かれた「モンスターチケット」と呼ばれる、オンデマンドで発行されたカードを専用筐体にスキャンさせるとそのモンスターがゲームに登場する。テイマーカードと呼ばれる専用ICカードを挿入するとプレイデータが記録される。
チケットには「Zボーナス」と呼ばれる特殊スキルが発動できる部分があり、チケット化などの際に特定の条件を満たすと「Zボーナス発動タイム」が発生し、ボーナススロットにチケットを挿入するとボーナスが発動、ボーナス部分のチケットは使い捨てのため筐体に内蔵されたカッターで自動的に切断される。
2014年12月18日に『パズドラZ テイマーバトル V2』、2015年4月16日に『パズドラZ テイマーバトル 覚醒』にそれぞれリニューアル。『V2』以降は体験版とも言える無料プレイモードが実装され、『覚醒』以降は無料プレイでの難易度の選択が可能となった。無料プレイは両方のボタンを長押しすると中断される。

## 漫画版
月刊コロコロコミック2013年9月号に付録冊子「パズドラZ スタートBOOK」内で読み切りが掲載された後、同年12月号から2015年7月号まで連載された。作者は井上桃太。
男性主人公には「ゼット」で、女性主人公には「イロハ」という名前が設定されている。主要キャラクターはゼット・シロップ・ニック・イロハの4人だが、一方で女主人公のイロハは読み切り版では男性主人公のゼットの幼馴染として登場し、連載版では老人のドラゴンテイマー・クウカイの孫娘として登場する。

### 単行本
| VOL | 発売日     | 話数          | サブタイトル | カバー                     | 裏カバー                               |
| --- | ---------- | ------------- | --- | -------------------------- | -------------------------------------- |
| 1   | 2014-04-28 | 第1話~第5話   | 第1話「目指せ! ドラゴンテイマー!!」 第2話「悪の組織"パラドックス"の脅威!!」 第3話「伝説のドラゴン出現!!」 第4話「ゼットの修業生活スタート!!」 第5話「新たな仲間、チッチの進化!!」 特別編「『パズドラZ』新連載超予告まんが!!」              | ゼット、シロップ           | ジレン、リベラ                         |
| 2   | 2014-12-26 | 第6話~第10話  | 第6話「まさに猛獣、ドグマ襲来!!」 第7話「天空龍にうち勝て!!」 第8話「届け、魂の一撃!」 第9話「異世界ダンジョン修業!!」 第10話「ドラゴンコロシアムカップ参戦!!」 特別編「パズドラZ シロップの4コマモンスター劇場」                          | ゼット、ドグマ             | ココロ、覚醒ゼウス、ゴルドラ、メタドラ |
| 3   | 2015-04-28 | 第11話~第15話 | 第11話「激突! 伝説の天空龍エルドラド!!」 第12話「ニック大奮闘! 友のピンチを救え!!」 第13話「ゼット、反撃開始!!」 第14話「さらわれたシロップ!!」 第15話「スカイコロシアム王者との対決!!」 特別編「パズドラZ シロップの4コマモンスター劇場」 | ゼット                     | ゼット、シロップ、ニック、ひよまろ     |
| 4   | 2015-07-24 | 第16話~最終話 | 第16話「死天龍アークヴェルザ、出現!!」 第17話「ついに激突! ドグマVSゼット!!」 第18話「革命したシロップ! 命天龍、超誕!!」 第19話「真の黒幕、エニグマの野望!!」 最終話「すべてをかけた奇跡の一撃!!」                                         | ゼット、命天龍・ゼルクレア | ゼット、シロップ                       |